# 김근태 (1990년)
김근태(金僅泰, 1990년 11월 25일~)는 대한민국의 정치인이다.

## 햑력
- 2006~2009 안양외국어고등학교 영어과 졸업
- 2009~2016 연세대학교 공과대학 (신소재공학 / 학사)
- ~2019 서울대학교 대학원 (재료공학 / 박사과정 수료)

## 경력
- 2019.03~2020.02 서울대학교 원자 및 전자구조 연구실 연구원
- 2019.08~2021.03 신전국대학생대표자협의회 서울대지부장
- 2021.01 국민의당 부대변인
- 2021.03~2023.12 신전국대학생대표자협의회 전국지부대표단장
- 2021.08 국민의당 전국청년위원장
- 2021.09 국민의당 최고위원
- 조국 퇴진을 위한 집회 추진위원회 위원장
- 2021.12~2022.03 국민의 도전 선거대책위원회 청년본부장
- 2023.04~2024.03 국민의힘 상근부대변인

### 의정 활동
- 2024.01~2024.05: 제21대 국회의원(비례대표, 국민의힘)
  - 2024.01~2024.05: 제21대 국회 후반기 교육위원회 위원

## 역대 선거 결과
| 실시년도 | 선거  | 대수 | 직책     | 선거구   | 정당     | 득표수       | 득표율         | 순위         | 당락 | 비고       |
| -------- | ----- | ---- | -------- | -------- | -------- | ------------ | -------------- | ------------ | ---- | ---------- |
| 2020년   | 총선  | 21대 | 국회의원 | 비례대표 | 국민의당 | 1,896,719 표 | \| \| 6.79% \| | 비례대표 4번 |      | 초선, 승계 |
|          | 6.79% |      |          |          |          |              |                |              |      |            |

## 같이 보기
- 대한민국 제21대 국회의원 선거 국민의당 후보 목록#비례대표